# Another Day (Dream Theater)
"Another Day" je druga pjesma s albuma Images and Words (izdan 1992. godine) američkog progresivnog metal sastava Dream Theater. To je ujedno i prvi singl Dream Theatera. Osim na studijskom izdanju i singlu, pjesma je još uključena u uživo izdanje Live Scenes from New York, EP izdanje Live at the Marquee i DVD video izdanje Images and Words: Live in Tokyo. Pjesma je također uključena u kompilaciju Greatest Hit (...and 21 Other Pretty Cool Songs). Uživo verzija ove pjesme također je izdana i na singlu "Lie". Tekst pjesme napisao je John Petrucci koji govori o njegovom ocu oboljelom od raka i o njegovoj borbi s bolešću.

## Snimanje
Kao gost u snimanju pjesme, sudjelovao je Jay Beckenstein, poznati glazbenik i vlasnik BearTracks glazbenog studija gdje je i album Images and Words sniman. Beckenstein je na saksofonu odsvirao završni dio pjesme, solo u trajanju od 35 sekundi. Pjevač James LaBrie je u komentarima na DVD-u Images and Words: Live in Tokyo izjavio kako je Beckenstein u potpunosti improvizirao osam različitih solo izvedbi, od kojih je jedna odabrana za pjesmu, iako je, kako on kaže, to bio težak izbor jer je svaka pojedinačna improvizacija zvučala odlično. Sastav je za pjesmu također snimio i promotivni video, nadajući se uspjehu na MTV-u, ali nažalost video nikad nije korišten. Pjesma "Another Day" je u potpunosti bila zasjenjena pjesmom "Pull Me Under" čiji je video spot tijekom 1993. godine više stotina puta bio pušten na MTV-u.

## Popis pjesama na singl izdanju
| Br. | Skladba                                                   | Tekstopisac   | Skladatelj    | Trajanje |
| --- | --------------------------------------------------------- | ------------- | ------------- | -------- |
| 1.  | »Another Day«                                             | John Petrucci | Dream Theater | 4:24     |
| 2.  | »A Fortune in Lies« (uživo iz Londona, 23. travnja 1993.) | Petrucci      | Dream Theater | 5:04     |
| 3.  | »Another Day« (uživo iz Londona, 23. travnja 1993.)       | Petrucci      | Dream Theater | 4:38     |

## Rang na glazbenim ljestvicama
| godina | ljestvica              | najviša pozicija |
| ------ | ---------------------- | ---------------- |
| 1992.  | Mainstream Rock Charts | #10              |

## Izvođači
- James LaBrie – vokali
- John Petrucci – električna gitara, akustična gitara
- John Myung – bas-gitara
- Mike Portnoy – bubnjevi
- Kevin Moore – klavijature
- Jay Beckenstein – saksofon (sopran)

## Vanjske poveznice
- Rateyourmusic.com – Another Day